# Camponotus tokunagai
Camponotus tokunagai är en myrart som beskrevs av Naora 1933. Camponotus tokunagai ingår i släktet hästmyror, och familjen myror. Inga underarter finns listade.